# Usman Alemov

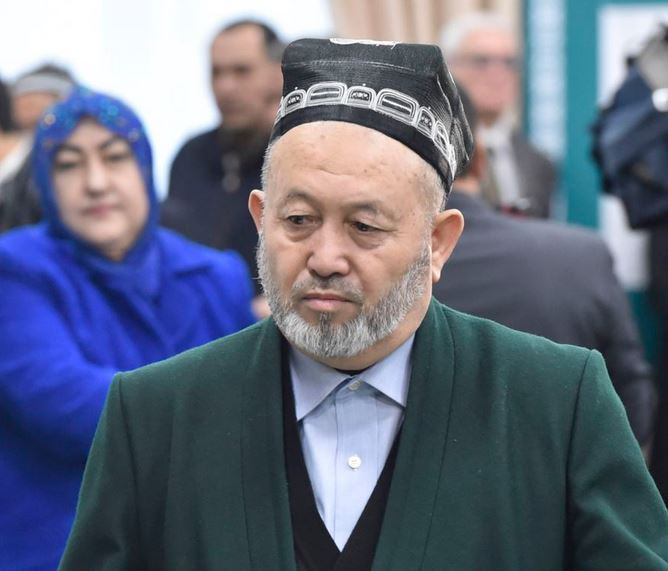
Usman Alemov, 2016

Usman Alemov (* 1. Januar 1950 in Ishtixon, Provinz Samarqand; † vor oder am 15. August 2021 in Moskau) war ab 2006 Großmufti von Usbekistan. Er war Nachfolger von Abdurashid Bahromov.